# Miroir du cyclisme
Miroir du cyclisme est le nom d'un magazine (d'abord bimestriel, puis mensuel à partir de 1961) consacré au cyclisme, dont 480 numéros sont sortis entre 1960 et 1994 (6 bimestriels et 474 mensuels). Il était publié par les éditions J, issues des mouvements de jeunes résistants communistes. En 2025, il reparait sous l'égide du quotidien L'Humanité le 13 juin pour un numéro 475.

## La genèse du titre
Créé en janvier 1960, sous la forme d'un magazine bimestriel dont 6 numéros ont été publiés, Miroir du cyclisme est devenu mensuel dès janvier 1961, en reprenant sa numérotation au numéro 1. Sous cette périodicité mensuelle, il est paru  jusqu'au numéro 474 de mars-avril 1994. À côté de Miroir Sprint, hebdomadaire évoquant tous les sports, avaient été créés successivement des mensuels spécialisés : Miroir du cyclisme, Miroir de l'athlétisme, Miroir du football, Miroir du rugby. Le magazine étendait une formule éditoriale utilisée par Miroir Sprint au moment des Tours de France. Depuis 1947 en effet, chaque été, Miroir Sprint publiait avec succès des numéros spéciaux intitulés Miroir du Tour. Miroir sprint avait aussi fait paraître en 1957, des numéros "cyclistes"  entièrement consacrés à un champion : Louison Bobet puis Jacques Anquetil. De plus, depuis 1952, chaque début de saison, Miroir Sprint avait publié un supplément Cyclisme auquel contribuaient les rédacteurs de l'hebdomadaire et des journalistes de cyclisme appartenant à d'autres rédactions.  
Miroir du cyclisme, comme Miroir Sprint est publié par les éditions J, qui sont issues de la mouvance des jeunes résistants communistes. Les éditions J prenaient le nom éditions Miroir Sprint. Elles font partie, comme Pif Gadget ou les autres publications des éditions Vaillant, du nombre important de titres de presse qu'éditera le Parti communiste français de la Libération jusqu'aux années 1990.

## 35 ansd'histoire éditoriale
Après les six numéros parus en 1960, le succès de la formule bimestrielle encourage les éditeurs à passer à un rythme de parution plus élevé. Le numéro 1 de la formule mensuelle sort en janvier 1961. Il est placé sous le signe de la commémoration de la mort du grand cycliste italien Fausto Coppi, survenu l'année précédente. Selon les contrôles de diffusion de la presse, en 1962, Miroir du cyclisme avait un tirage mensuel de plus de 80 000 exemplaires. La rivalité entre Jacques Anquetil et Raymond Poulidor, qui divise la France entre « anquetilistes » et  « poulidoristes », la richesse du cyclisme hexagonal en champions de valeur et, pour les lecteurs de  Belgique les victoires de Rik Van Looy, fournissent  au magazine cycliste de nombreux sujets d'articles, propices à passionner les lecteurs des années 1960. Pourtant la télévision commence à être une concurrente sérieuse et la presse sportive magazine doit sans cesse évoluer pour y faire face. Les photos-couleur des coureurs, insérées chaque mois dans la revue depuis 1963 ne suffisent plus. À partir de 1972 (numéro 152), ce sont des posters qui les remplacent, encartés au milieu du journal. L'hebdomadaire Miroir Sprint cesse sa parution au cours de l'année 1971. Miroir du cyclisme pour survivre change régulièrement de « formule ». Toutes essaient de retenir les lecteurs en développant et en améliorant le côté iconographique, au détriment du commentaire dont la place diminue au fil des années 1970. Le Miroir semble y réussir plutôt bien, fidélisant 80 % de ses lecteurs, selon une enquête faite à la demande de la direction du journal en 1975. La hausse continue du prix du papier, matière première de tout journal, les ajustements des tarifs postaux, le renchérissement des coûts de fabrication sont les seuls arguments qu'invoque la direction pour expliquer au lecteur les hausses du prix de son « magazine favori ».  
En mai 1980 André Ciccodicola en devient le rédacteur en chef adjoint puis le rédacteur en chef jusqu'en 1985 date à laquelle il quitte l'entreprise. En janvier 1981, les difficultés financières des éditions J, qui publient le titre, obligent la rédaction à déménager du 10 rue des Pyramides (Paris 1er) au 126 rue La Fayette (Paris 10e), siège des éditions Vaillant, à deux pas de l'ancien siège du PCF (qui se trouve au 120). Elle rejoint le service des ventes et des abonnements installé dans les lieux dès l'automne 1979 Miroir du cyclisme  est désormais édité par les éditions Vaillant-Miroir Sprint (VMS) et perd ainsi une certaine autonomie financière et éditoriale : une partie de ses collaborateurs  quitte à ce moment-là Miroir du cyclisme  pour créer un magazine concurrent, Sprint international. Parmi les partants figurent plusieurs  des créateurs du journal, Claude Parmentier, en septembre 1979, puis Émile Besson. D'autres noms disparaissent, Robert Descamps, François Terbeen, sans que soit annoncé leur probable départ à la retraite. 
La situation financière des éditions Vaillant-Miroir Sprint ne résiste pas à la baisse du nombre de lecteurs des années 1980, et plus sûrement à la hausse des coûts de fabrication et de diffusion, phénomène général à toute la presse écrite, et elles se voient obligées d'emménager et se fondre avec les éditions du PCF, les éditions Messidor (qui regroupent aussi les ex-Éditions sociales, Éditeurs français réunis, Éditions La Farandole), au 146 rue du Faubourg-Poissonnière (Paris 10e). Pour Miroir du cyclisme, cet ultime transfert s'effectue en juin 1986. Un an plus tard, le directeur de la rédaction, Olivier Margot disparaît des colonnes, sans explication aux lecteurs. Michel Nicolini prend le titre de rédacteur en chef, assisté d'Henri Quiquéré. Pourtant si le journal perd de la rentabilité, force est de constater que le Miroir du cyclisme des années 1980 garde une haute qualité éditoriale qui se traduit par de nouvelles rubriques, une ouverture sur le cyclisme amateur, et la collaboration fréquente  de la meilleure championne que le cyclisme féminin ait eu, Jeannie Longo. Le début des années 1990 est finalement fatal aux éditions VMS, comme aux éditions Messidor : Miroir du cyclisme subit une énième restructuration en 1992, en changeant de propriétaire. Son directeur fondateur, Maurice Vidal, cède sa place à une nouvelle équipe. Le groupe éditorial repreneur (Scandéditions) fait à son tour faillite au début de 1994 : Miroir du cyclisme cesse alors d'exister. Certains des membres de la rédaction, dont l'ultime rédacteur en chef, Michel Nicolini, et l'un des rédacteurs principaux de la revue Henri Quiquéré se retrouvent pour lancer un nouveau mensuel cycliste, Vélo un (de 1993 à 1999) , dont la conception ressemble aux dernières maquettes du Miroir du cyclisme. La page est tournée.

## LeMiroir du cyclisme, objet de collection
Depuis sa disparition, les numéros de Miroir du cyclisme deviennent des objets de collection, s'arrachant parfois à prix fort. Si le suivi de la numérotation des numéros parus entre 1960 et 1994, atteint le nombre de 480 (6 bimestriels + 474 mensuels), au cours de son existence, le Miroir fit paraître des numéros spéciaux, hors numérotation, et des suppléments HS (hors série) qui accroissent le nombre réel d'exemplaires parus. Ces numéros spéciaux sont particulièrement recherchés de par leur contenu : la liste de ces numéros, sans numérotation, en fait apparaître 11, sous réserve d'inventaire complémentaire. 
- 1963. Tout le cyclisme, réalisé par Abel Michéa, Robert Descamps, Claude Parmentier est un numéro de 50 pages détaillant de A à Z le palmarès de tous les coureurs du peloton des professionnels, ainsi que la composition des équipes[5].
- 1964. Tout le cyclisme, de couverture bleue, livre, en égrenant leurs palmarès l' Histoire de toutes les courses. Présenté comme un supplément du no 42 (avril 1964) cette publication de 40 pages donne la liste chronologique et le podium correspondant de la plupart des épreuves du calendrier cycliste professionnel[6]. La nouveauté principale de cette somme n'est pas seulement dans le contenu. Elle réside dans l'illustration en couleurs de la moitié des pages. D'autres numéros Tout le cyclisme paraissent au cours de la longue vie de Miroir du cyclisme, mais ils sont inclus dans la suite numérotée de la revue.
- 1969. La prodigieuse carrière de Jacques Anquetil est un Hors-série paru avec le no 119 en octobre 1969. Fort de 68 pages, il surfe sur la vague d'intérêt que suscite la retraite du coureur, dont Miroir du cyclisme a bien sûr suivi depuis 1960 les exploits, mais aussi relaté de façon bienveillante l'attitude vis-à-vis des premiers contrôles « antidopage »[7]
- 2 numéros consacrés à Bernard Thévenet. 1975 (supplément au no 204 - Les escalades de THEVENET). 1977. Numéro 236 bis (juillet) "Un grand champion".
- 1978-1979. Trois numéros "hors série" de la série générale numérotée, paraissent en l'espace de douze mois. Curieusement ces "hors série" sont numérotés "1", "2" et "3"...Ils semblent correspondre à une stratégie commerciale à mettre en correspondance avec la montée en puissance du nouveau numéro un du cyclisme français : Bernard Hinault est présent en photos sur les trois couvertures...en maillot jaune (HS No 1 : le livre d'or du cyclisme 78), en maillot de l'équipe "Renault" (HS No 2 : Courses et champions 1979), et en maillot de Champion de France (HS No 3 : Il était une fois Bernard Hinault)[8].
- 1983. Louison Bobet, est un album souvenir (HS paru avec le no 331), édité lors de la mort du champion.
- 1987. Jacques Anquetil, est de même un  album souvenir (HS paru avec le no 401) paru après sa mort
- 1987. Joop Zoetemelk, toute une carrière, retrace les bons et mauvais jours du hollandais lorsqu'il prend sa retraite de coureur (401 S)

À ces 491 numéros s'ajoute un certain nombre de publications sous forme de volumes brochés, également affichés comme « hors-séries ».
- 1975 (octobre). Cyclisme d'aujourd'hui, les meilleures photos avec une préface signée Jacques Anquetil
- 1976 (octobre). Cyclisme d'aujourd'hui, les meilleures photos avec une préface signée Raymond Poulidor et 2 autres opus consacrés à Poulidor :  L'adieu au tour (1 poster - juillet 76) et Les meilleures photos d'une carrière (septembre 76).
- 1988-1990. 7 ouvrages brochés paraissent : Images 88, Année 89, Année 90, Grands exploits (avril 89), Les conquérants de l'arc-en-ciel (septembre 89), La montagne des géants (1989) et Tour de France 1903-1987 Les vainqueurs (juin 88) + 1 numéro hors-série : La France par ses champions (avril 88)

D'autres numéros, indépendamment de ceux consacrés à l'histoire des grandes compétitions (Tour de France, Paris Roubaix, etc.) sont très prisés, car leur contenu donne à voir et à lire des articles qui dépassent la stricte narration des courses.
- Numéro 69, mars 1966 : Vive le vélo. De l'ouvrier à Jacques Anquetil.
- Numéro 100, juin 1968 : 100 ans de cyclisme.
- Numéro 112, avril 1969 : Le cyclisme de A à Z.
- Numéro 164, novembre 1972 : Le fabuleux Eddy Merckx.
- Numéro 194, décembre 1974 : Raymond Poulidor et les autres, un autre regard sur la popularité.
- Numéro 202, juin 1975 : un numéro normal, mais il contient une rareté, 3 pages d'une Bande Dessinée consacrée à la vie de Poulidor. Les dessins sont de Cabrol, sur un scénario du journaliste Claude Parmentier.
- Numéro 240, octobre 1977 : Eddy Merckx de A à Z.
- Miroir du Cyclisme N°290. Octobre 1980 Les vérités de Bernard HINAULT "Sallanches était ma réponse", recueillies par André Ciccodicola
- Numéro 291, octobre / novembre 1980 : 20 ans de cyclisme, ces "20 ans" correspondant au vingtième anniversaire de la création du Miroir du cyclisme.
- Numéro 319, juin 1982 : un spécial Tour, où l'on trouve 2 pages de l'écrivain Cavanna sur les « Tours de France » de son adolescence.
- Numéro 370, juillet 1985: un encart de 8 pages, réalisé par le spécialiste BD Claude Moliterni, qui retrace la carrière du dessinateur fétiche du Miroir, Pellos.
- Numéro 391, février 1987 : Le Top 10 des champions légendaires.
- Numéro 407, juin 1988 : un encart de 24 pages y est inclus : Le Tour des écrivains, des poètes, des peintres et des illustrateurs. Il comprend de courts textes d'auteurs tels Alexandre Vialatte, Louis Nucera, Patrick Grainville, Yves Berger, André Stil, le texte d'une chanson d'Aristide Bruant, des poèmes de Charles Dobzynski et Francis Combes, le tout accompagné de dessins humoristiques de Bridenne, Pichon et Pellos.

En mars 1989, les éditions Vaillant font paraître un Pif-poche, en coédition avec Miroir du cyclisme, un numéro "hors-série" au format "poche", intitulé Coupe du monde 89 Guide du peloton. D'autres guides Pif poche sont sortis également entre 1977 et 1989 consacrés au Tour de France et coédités par le Miroir du cyclisme.
Pour être complet 1 "hors série" également est édité en format poche en 1992 intitulé Le guide du peloton et en 1993 Le carnet des supporters pour suivre la saison 93, dont, est-il précisé, les textes sont de Christophe Penot et les photos d'Henri Besson. Fort de 162 pages, il s'annonce en "une" par une photo de Laurent Fignon

## La rédaction du magazine
Le magazine est dirigé dès l'origine et jusqu'en 1992 par Maurice Vidal, chroniqueur au quotidien Libération jusqu'à sa disparition et directeur de Miroir Sprint. Cette longévité exceptionnelle explique le fait que malgré le renouvellement des rédactions et des techniques d'impression, le magazine garde un ton et une orientation générale peu changés jusqu'en 1992. Miroir du cyclisme a cependant bénéficié de nombreux autres collaborateurs talentueux. Certains, comme Abel Michéa et Émile Besson, communistes tous deux, étaient par ailleurs journalistes sportifs à L'Humanité. Mais les collaborateurs sont d'une grande diversité d'origine, avec la constante qu'ils avaient leur activité principale dans un quotidien ou une agence de presse. Certains journalistes ont, sur la durée, marqué la rédaction du journal. Ainsi, Claude Parmentier fut l'inamovible rédacteur en chef adjoint, puis rédacteur en chef, dont la production est liée aux 20 premières années du titre. Parmi les fondateurs, Robert Descamps a laissé son empreinte durable en créant le supplément Miroir du cyclisme Encyclopédie, agrafé au milieu de chaque numéro. Le dos de cet encart dépliable était consacré à un poster d'une star du vélo, affichable. Mais l'Encyclopédie en elle-même est un document de grande valeur informative. Sa parution s'étale du numéro 152 (janvier 1972) jusqu'au numéro 359 (octobre 1984). Ouverte à la lettre "A", comme abandon elle se termine au "Z", qui est la première lettre du coureur suisse Zweifel. L'idée d'une encyclopédie cycliste sera reprise ultérieurement par d'autres. 
Au fil des 35 années de parution du titre, la liste des collaborateurs réguliers ou occasionnels constitue une sorte de « gotha » de la profession des journalistes sportifs du « vélo », même si des noms manquent à l'appel, en particulier ceux de la plupart des journalistes de l'Équipe, probablement dissuadés par le positionnement "à gauche" de la direction. Conscient, que l'intérêt du public pour le cyclisme, plus que d'autres sports, tenait pour une part de la narration journalistique, Miroir du cyclisme s'attachait à développer les articles « historiques » relatant les exploits des « géants de la route ». Dans ce domaine, la collaboration de François Terbeen, auteur de nombreux ouvrages sur le cyclisme, fut essentielle. Il en est de même pour Abel Michéa, auteur de longs récits, où le journaliste se transforme parfois en acteur de l'histoire, telle celle d'un méchoui célèbre lors d'une journée de repos du Tour de France 1964. En 1978-1979, une rubrique était destinée à accueillir les souvenirs des journalistes du cyclisme, appelés pour l'occasion : les Compagnons du vélo. En 1980 Jean-Paul Ollivier prend le relais dans le domaine de la narration historicisée en ères de la compétition cycliste dont la partie " des professionnels" est pratiquement seule prise en compte. Suivant l'âge des lecteurs et celui des journalistes, la frontière entre les temps héroïques, et les temps « modernes » se déplace dans le temps des  quelque 35 années de parution. Le récit des compétitions d'avant 1939 est présente dans les premières années du mensuel, il s'estompe pour laisser place  à la décennie 1946-1955. Certains numéros parus au moment du Tour de France témoignent du glissement générationnel. En 1965 Robert Descamps peut encore titrer son article d'avant tour : De Maurice Garin à Jacques Anquetil. En 1967, Maurice Vidal, dans le même exercice limite le survol des rubriques qu'il avait écrites pour Miroir Sprint, Les compagnons du Tour de France, aux années 1954-1960L'année suivante, Abel Michéa reprend ses Histoires du Tour de France, racontées à Nounouchette en les faisant débuter à 1947, comme en 1964, mais au lieu de les achever en 1958 il les étend jusqu'à 1967.
Le tournant de la fin des années 1970 ouvre la porte de la rédaction à de nouvelles plumes : Gilles Delamarre, en 1973-1975, puis André Ciccodicola, Olivier Margot, Michel Nicolini, respectivement rédacteur en chef, directeur adjoint et secrétaire général en 1981. À leurs côtés demeurent quelques anciens, Marc Jeuniau, qui couvre l'actualité belge depuis le début des années 1950, Jacques Augendre, avant son départ pour un autre mensuel cycliste, Jacques Marchand, et des hommes plus jeunes: Henri Quiquéré, Ghislain Loustalot.

## Recensement des signatures
Parmi les collaborateurs du magazine, rédacteurs de plusieurs  articles, on peut citer les noms suivants (liste incomplète). Les membres du premier comité de rédaction sont signalées par la date : (1961). Ceux  qui en font partie en 1973 sont signalés : (1973). Ceux de 1981 de la même façon. Le quotidien, l'organe radiophonique ou télévisuel pour lesquels ils travaillent sont indiqués quand ils sont connus.
- Jacques Augendre (1973) (1981) (l'Équipe), (Le Monde)
- Albert Baker d'Isy (1961) (l'Équipe)
- Émile Besson (1961) (1973) (L'Humanité)
- Jean-Paul Brouchon (1981)  (Radio France)
- Jean Bobet (RTL) (Le Monde)
- Robert Chapatte (1961) (Télévision)
- Pierre Chany sous les pseudonymes « Jacques Périllat » et « Paul Parrot » (1961) (l'Équipe)
- Robert Descamps (1961) (1980) (Agence France-Presse)
- Claude Droussent (l'Équipe)
- Jean-Emmanuel Ducoin (1992-1994) (l'Humanité)
- Benoît Heimermann
- Marc Jeuniau (1961) (1973) (1981) (Le Peuple de Bruxelles) (RTB, Radio Télévision Belge)
- Dominique Le Glou
- Jacques Marchand (l'Équipe) (le Matin de Paris)
- Abel Michéa (1961) (1973) (L'Humanité)
- Jean-Paul Ollivier (1981) (Antenne 2)
- Claude Parmentier (1961) (1973)
- François Terbeen (1961) (Paris Jour), journaliste sportif depuis 1934, narrateur de l'épopée des champions.
- Gilles van Kote  (Le Monde)
- Maurice Vidal (1961) (1973) (Libération)

## Le rôle des dessins et de la photo
Dès 1960, le dessinateur René Pellos signa chaque mois dans le Miroir du cyclisme, sur une page qui lui était consacrée, une de ses créations, croquant plusieurs générations de coureurs. Né en 1900, également illustrateur à Miroir Sprint, il ne cessait sa collaboration régulière que vers 1979. Après cette date, il livrait encore jusqu'en 1982 quelques dessins, pleine page et colorisés. À l'occasion du 20e anniversaire de la parution du Miroir du cyclisme, Maurice Vidal offre aux abonnés de longue date une impression sur papier vélin d'un dessin de Pellos. Les traditionnelles montagnes furieuses qui accueillaient les coureurs dans nombre de dessins de Pellos, sont représentées souriantes et émues, tandis que l'arrière-plan de la scène est occupé par un magnifique vélodrome.
Le magazine n'eut plus de dessinateur durant quelques années. C'est à partir du Tour de France 1988, qu'il fit  appel à Michel Pichon. Ce dernier accompagna Miroir du Cyclisme jusqu'à la disparition du titre. Né en 1945, Pichon a un style bien différent de celui de son prédécesseur. Aux personnages caricaturés de Pellos, au souci de détail, le dessin de Pichon fait place au burlesque de situation. Une part de sa production à Miroir du cyclisme est reprise en album, en 1993. 
Une autre force du mensuel résidait dans ses photos. Du noir et blanc d'origine, le Miroir passait à la couleur au début des années 1970. Les photographes de Miroir Sprint  mirent leur talent à l'illustration abondante de Miroir du cyclisme : les frères Henri et Marcel Besson, Jean Jaffre, Louis Lucchesi, Roger Monnet, Roger Touchard. À partir des années 1980, cependant, les photos provenaient plus souvent d'agences. Le fond Miroir Sprint  ne servait plus qu'à titre d'archives, pour documenter l'abondante « saga » des courses passées et la partie « encyclopédie » du magazine.
La mise en page du magazine s'efforçait de mettre en valeur ces photos. En 1961, le « présentateur » est René Moreu, qui retourne ensuite à sa spécialité d'illustrateur de livre pour la jeunesse. De 1962 à 1975, cette fonction a été tenue par Robert Jacquemin, maquettiste qui exerçait le même travail pour Miroir Sprint depuis 1945. Il donna durant ces 15 premières années d'existence de la revue un caractère reconnaissable. Systématiquement l'illustration photographique venait en appui d'un texte assez fourni pour livrer le maximum d'information. Après son départ pour la retraite, son successeur adopta une ligne de conduite tout autre. La photo prit souvent le pas sur le texte. L'équilibre est trouvé au cours des années 1980 par le maquettiste Patrick Krajewski. 
Il est à noter enfin, l'adaptation du format de la revue aux tendances de l'édition contemporaine des journaux et des magazines. D'un format originel de 34,5 cm x 26 cm (hauteur x largeur) il passe à 33 cm x 26 cm, puis brièvement au format 31 cm x 24 cm, et atteint 29,7 cm x 23 en 1978, pour l'impression Offset.

## La rubriquecyclotourisme
Durant sa première décennie d'existence, à côté des articles voués à la gloire des « géants » de la route, aux résultats des courses et aux  palmarès, Miroir du cyclisme accueillit dans ses colonnes des amateurs authentiques du cyclotourisme. C'est ainsi que Roger Baumann, André Lalanne et Pierre Roques tentèrent la gageure d'articles consacrés à  l'éloge de la contemplation des paysages, mêlé à celui de l'effort gratuit. André Lalanne (1907-1978), qui était aussi un des dirigeants de la Fédération française de cyclotourisme, livrait des articles instructifs pour les « cyclos » débutants, tout en développant une  conception de l'amateurisme, noble par excellence, de la pratique cyclotouriste. Plus jeune, l'enseignant Pierre Roques (1932-2018), praticien averti des randonnées montagnardes dans ses Pyrénées natales, y contait les aventures  de son « double », Godefroy, peinant de tous ses muscles, suant de tous ses pores dans l'ascension d'un col, de préférence solitaire, mais tellement heureux d'atteindre le « sommet » et les vastes horizons qu'il découvre… Il reprendra ces articles pour en faire un livre, Du soleil dans mes rayons, publié en 1977.  En une  sorte de clin d'œil, l'écrivain cycliste Louis Nucéra, auteur de Mes rayons de soleil inverse le titre, 10 ans plus tard, quand il relate son "tour de France" cyclo sur le tracé du Tour 1949.  Il ne semble pas que, majoritairement, le lectorat de Miroir du cyclisme, prit intérêt pour cette rubrique intitulée tout d'abord Miroir du cyclotourisme. Pierre Roques, qui accompagnait ses contributions de photos personnelles où le vélo prenait immanquablement une place naturelle dans l'environnement que le randonneur traversait, livrait son ultime article en mai 1971. Roger Baumann prenait sa succession, non sans provoquer des polémiques avec les dirigeants de la FFCT. Le mélange des genres cessait assez brusquement à l'automne 1976. La direction de Miroir du cyclisme se réfugia derrière les résultats d'un sondage auprès des lecteurs pour supprimer purement et simplement la rubrique.

## LeMiroiret leVTT
L'essor du VTT à la fin des années 1980, trouva dès ses premières manifestations, quelque écho dans le magazine. Mêlé tout d'abord au sein de la rubrique consacrée au matériel et aux conseils pour les débutants, le Vélo Tout Terrain prit ensuite une place de plus en plus large. Reprenant l'idée des débuts de la rubrique cyclotouriste, et la développant, un mini Miroir du VTT vit le jour encarté au milieu du magazine. Les premières compétitions dans ce domaine eurent écho dans ces pages.

## Un mensuel engagé
Proche du Parti communiste, Miroir du cyclisme se montrait très critique vis-à-vis de la politique sportive des gouvernements des années 1960 et 70. Ses critiques s'adressent aussi au grand quotidien sportif national, fréquemment contesté, surtout en tant qu'organisateur de compétitions. Le Miroir se pose en défenseur obstiné de la formule du Tour de France par équipes nationales, pour éviter, selon lui, les dérives de la marchandisation outrancière du sport cycliste. Il réclame régulièrement aussi  la construction d'un vélodrome à Paris.  Il se montre résolument hostile à la « commercialisation » du cyclisme professionnel. Chaque année au printemps, il consacre une certaine place au cyclisme des pays de l'Est européen « socialiste », dont l'épreuve phare était la Course de la Paix, disputée entre les capitales Berlin, Prague et Varsovie. Le mensuel plaide pour la confrontation sportive entre les cyclistes « amateurs » de l'Est et les « professionnels » de l'Ouest, pour des compétitions « open ». On ne relève qu'en deux occasions une référence explicite du positionnement politique de la direction du magazine. Il s'agit du trentième anniversaire de la création de Miroir Sprint : une page est consacrée à relater l'événement qui se déroule en septembre 1976 à la Fête de l'Humanité. De même, après l'arrivée au pouvoir de la gauche en 1981, la ministre des Sports Edwige Avice est interviewée dans les colonnes (numéros 308 et 309). Elle peut exposer les orientations en matière sportive du gouvernement Pierre Mauroy, chose qui aurait été impossible à ses prédécesseurs. Il semble cependant  que, passé le tournant de 1981, la connotation politique de la direction du magazine n'apparaisse plus dans la rédaction des articles. Ainsi entre le traditionnel article sur la Course de la Paix de 1979, signé par Émile Besson, et celui écrit en 1984 par Yves Bordenave, autre journaliste sportif de L'Humanité, aucun écho n'est fait de cette épreuve par le Miroir… Cela résulte pour une part du départ d’Émile Besson de la rédaction, mais la durée de l'interruption témoigne d'une distance prise par rapport au cyclisme de l'Est. En 1988-1989, quand les coureurs polonais et soviétiques s'engagent dans le cyclisme professionnel, l'enthousiasme du Miroir du cyclisme est modéré: cette absorption du monde des « amateurs » par le professionnalisme de l'Ouest n'est pas la façon dont le directeur avait rêvé le cyclisme « open ».
L'engagement de Miroir du cyclisme a trait à bien  d'autres sujets: diverses campagnes sont menées par la rédaction ou reçoivent son soutien.
- en novembre 1973, un article éditorial de Maurice Vidal, titré pour les cyclistes du dimanche, s'élève contre le fait que la France soit sous-équipée en pistes cyclables, comparant le kilométrage cumulé des pistes française, 1 200 km en 1969, avec celui des pistes hollandaises qui s'élevait à 8 000 km, dont 3 500 en site consacré uniquement au tourisme. Six mois plus tard, il récidivait sa mise en garde en alertant les pouvoirs publics : Dix millions d'indésirables.  Son article, paru au moment où la France vote pour élire un nouveau Président de la République se réfère aux dix millions de citoyens, dont le choix peut peser…
- en mai 1972, le Miroir (numéro 155) reproduit dans ses colonnes un tract diffusé par "les Amis de la terre", contre les pollutions, engendrées par la circulation automobile. Le tract appelle à venir manifester à vélo avec pour slogan : « bagnoles, ras-le-bol » ! La rédaction relaie cet engagement « écologiste » précoce en publiant des photos des rassemblements réguliers organisés par cette association. Cela ne dépasse pas l'année 1975. Le recentrage de la revue sur la compétition seule élimine tout sujet se situant hors de ce champ.
- en 1981, la revue tente de sensibiliser les automobilistes sur la vulnérabilité du cycliste sur la route. À cette occasion, le magazine est livré avec deux autocollants : ils reprennent une photo du champion Bernard Hinault en l'assortissant du mot d'ordre : « Soyez sympa, pensez aux cyclistes ».
- plus tardivement, en offrant durant l'année 1987, quelques colonnes chaque mois à la championne Jeannie Longo, comme il le fait pour des champions hommes, le Miroir contribue à populariser le cyclisme féminin de compétition, dans un milieu où certains coureurs tiennent des propos réputés « machistes ». Dès sa création le Miroir s'est d'ailleurs attaché à rendre compte des compétitions féminines, mettant en valeur les exploits des championnes Geneviève Gambillon ou ceux de Josiane Bost, soulignant aussi les difficultés auxquelles elles avaient à faire face. Autour des années 1989-1990, une page spéciale est même consacrée au cyclisme féminin.
- La lutte contre le dopage figure parmi les préoccupations de la rédaction. Après une période de flottement, au milieu des années 1960, écartelé entre la défense des coureurs, la glorification des champions (tel Jacques Anquetil qui refuse de se soumettre aux contrôles anti dopages) et l'éthique sportive, Miroir du cyclisme prend conscience, avec la mort du champion Tom Simpson sur les pentes du mont Ventoux en 1967, que l'ampleur du phénomène, relève autant de la morale sportive que de la santé des coureurs. En 1988, il publie plusieurs numéros où interviennent des spécialistes d'autres sports concernés tel Raymond Pointu pour l'athlétisme. Surtout des médecins du sport livrent dans ses colonnes conseils d'entraînement et mises en garde (« attention : suicide ! »), pour un lectorat, dont une forte proportion est pratiquante du vélo..

## Miroir du cyclisme et ses lecteurs
Dès la création du mensuel, une page est consacrée aux relations qu'un journal peut nouer avec ceux qui le lisent. Une rubrique "boîte aux lettres" est ouverte, qui au cours des années prend une place de plus en plus grande, jusqu'à atteindre 2 pages.
4 sous-rubriques sont discernables: les lettres d'encouragement auxquelles la rédaction fait volontiers écho, les demandes de correspondants (au milieu des années 1960), dont beaucoup proviennent des pays du Maghreb, les « petites annonces » de ventes de matériel cycliste ou de numéros épuisées du Miroir, voire de collection intégrale, et, de plus en plus envahissante, les demandes de palmarès et de résultats détaillés. Cette dernière sous rubrique disparait quand la rédaction, sous la houlette de Robert Descamps décide de publier systématiquement sous des titres divers, les palmarès des grandes épreuves cyclistes.
Une autre relation est établie avec le lecteur par l'appel lancé à ce que celui-ci s'exprime sur un sujet particulier. C'est ainsi que Maurice Vidal lance en 1975-76, un référendum « pour » le retour des équipes nationales dans le Tour de France. Selon la rédaction plus de 3 000 lecteurs auraient répondu, nombre important, mais certainement moindre à celui attendu. Plus tard il est demandé aux lecteurs de s'exprimer sur un sujet plus ardu : « Pourquoi le cyclisme français est en crise ? », dans les années post-Hinault.
Enfin en deux occasions au moins, des questionnaires sont inclus dans le journal, afin de déterminer un profil type ou tout-au moins les attentes du lecteur. En 1977, à un tel questionnaire auraient répondu « près de 9 000 lecteurs ». Ce qui est considérable selon les spécialistes. Miroir du cyclisme ne livre pas le détail des réponses. Il donne seulement l'information que « plus de la moitié de nos lecteurs ont moins de 25 ans » et qu'ils sont surtout intéressés par les compétitions (et non "au loisir" ou au "cyclotourisme"). Une enquête similaire est lancée au printemps 1991… alors que le cyclisme de loisir a fait un grand retour dans la société française et que le Miroir lui consacre une place très large dans ses pages VTT.. Bien que les résultats (publiés dans le no 443 de mai 1991) de cette enquête donne à voir le lectorat de  Miroir du cyclisme en fin de son parcours éditorial, ils informent sur des lecteurs fidélisés (83 % lisent tous les numéros) et sans doute représentatifs.
- âge : l'âge moyen est 33 ans, mais est peu significatif. Par contre les tranches d'âge sont données : plus de 40 ans, 27 % ; 25 - 40 ans, 37 % ; 15 - 25 ans, 36 %.
- résidence : 4 % des lecteurs sont dans l'agglomération parisienne, 39 % vivent dans des communes de 2 000 à 20 000 habitants, 25 % dans des communes de moins de 2 000 habitants. Cela rejoint le fait que la majorité des lecteurs (78 %) pratiquent le vélo plus d'une fois par semaine, plus de 50 % ayant une licence, 14 % effectuant plus de 10 000 km dans l'année. 93 % des lecteurs possèdent un vélo.
- sexe : lectorat masculin à "93,5 %".
- profession : employés, 23 % ; étudiants, 20 % ; Cadres moyens, 17 %. Le budget moyen « vélo » du lecteur moyen s'établit à l'époque entre 2 500 et 3 000 francs.
- mode d'achat du Miroir du cyclisme : abonnement, 54 %, achat au numéro, 46 %.

## Quelques chiffres de tirage
Le tirage moyen pour l'année 1962 était de 90 590.
En 1968, alors qu'il atteignait son numéro 100, Miroir du cyclisme avait un tirage moyen annuel de 175 000 exemplaires : ce fut son apogée. Quoi qu'en dise la direction quant à la fidélité de ses lecteurs, de fortes variations saisonnières affectaient la diffusion. Pour l'année 1980, celle-ci était de 75 600 en moyenne, au premier semestre, elle atteignait 104 800 au second semestre, période du Tour de France et, cette année-là des Jeux Olympiques de Moscou. En 1981, alors que le titre fêtait son no 300, le tirage n'était plus que de 96 000 exemplaires. En 1983, tandis que le marché de la presse magazine cycliste était couvert par plusieurs autres titres, le tirage de Miroir du cyclisme descendait à 87 530 exemplaires.

## Reparution à partir de 2025
En avril 2025, le magazine annonce son retour, dans un format de 124 pages 23 x 30 cm, pour le début du mois de juillet (sortie le 13 juin) au moment du Tour de France. Cette reparution est organisée par le quotidien L'Humanité, grâce à un financement participatif,. Le rédacteur en chef est Jean-Emmanuel Ducoin, qui contribua au magazine jusqu'en 1994 et assume la continuité du titre.

## Sources
- SEIDLER, Édouard. Le Sport et la presse. Paris : éditions Armand Colin, collection Kiosque, 1964.
- CULTRU, Hervé. Vaillant, 1942-1969, la véritable histoire d'un journal mythique. Paris : éditions Vaillant collector, 2006.
- Miroir du cyclisme, tous les numéros parus entre 1960 et 1994.
- Cyclotourisme, organe officiel de la FFCT, numéro 255, avril 1978 : articles parus au moment du décès d'André Lalanne.
- RÉROLLE, Raphaëlle. Scanéditions en redressement judiciaire. Le Monde, 9 mars 1994.
- DÉON, Bernard et SERAY,  Jacques. Les revues cyclistes, des origines à nos jours. Saint-Étienne : musée d'art et d'industrie de Saint-Étienne, 1996.
- TIBÉRI, Jean-Paul. Pellos, dessinateur sportif. Poitiers : éditions Michel Fontaine, 1985.
- LINFORT, Jean-Michel. Le meilleur du Tour de France de René Pellos. Issy-les-Moulineaux : éditions Vents d'Ouest, 2005.  (ISBN 2-7493-0255-2).
- PICHON, Michel. Je reviens, je vais faire les courses. Paris : Scandéditions-Miroir du cyclisme, 1993.
- CORNEC, Gilles. Le Miroir du tour. Paris : Gallimard, 2003.
- PENOT, Christophe. J'écris ton nom, Tour de France. Saint-Malo : éditions Cristel, 2002.
- PENOT, Christophe. Pierre Chany, l'homme aux 50 Tours de France. Saint-Malo : éditions Cristel, 1996.
- ROQUES, Pierre. Du soleil dans mes rayons. Paris : éditions Denoël, 1976. (avec, insérée, la notice de l'éditeur présentant l'auteur).